# Llista de monuments de Vilaür
Llista de monuments de Vilaür inclosos en l'Inventari del Patrimoni Arquitectònic Català per al municipi de Vilaür (Alt Empordà). Inclou els inscrits en el Registre de Béns Culturals d'Interès Nacional (BCIN) amb la classificació de monuments històrics, els Béns Culturals d'Interès Local (BCIL) de caràcter immoble i la resta de béns arquitectònics integrants del patrimoni cultural català.
| Monument                                        | Protecció    | Estil/època                                          | Localització                                                      | Coordenades                                          | Codi?         | Imatge |
| ----------------------------------------------- | ------------ | ---------------------------------------------------- | ----------------------------------------------------------------- | ---------------------------------------------------- | ------------- | --- |
| Antiga muralla                                  | BCIN 1814-MH | Gòtic tardà, obra popular XIII-XIV, XVI              | Vilaür Nucli antic de Vilaür                                      | 42° 08′ 37″ N, 2° 57′ 19″ E / 42.143637°N,2.955247°E | RI-51-0006192 | Antiga muralla (Vilaür) · Vegeu més fotos d'aquest monument · Carregueu una nova foto d'aquest monument                     |
| Centre històric de Vilaür                       |              | Obra popular XIII, XVI                               | Vilaür                                                            | 42° 08′ 37″ N, 2° 57′ 15″ E / 42.143749°N,2.954074°E | IPA-20461     | Nucli de Vilaür · Vegeu més fotos d'aquest monument · Carregueu una nova foto d'aquest monument                             |
| Església parroquial de Sant Esteve              |              | Romànic, gòtic tardà XII, XV, XVI                    | Vilaür Pl. Major                                                  | 42° 08′ 37″ N, 2° 57′ 17″ E / 42.143678°N,2.954795°E | IPA-20462     | Església parroquial de Sant Esteve (Vilaür) · Vegeu més fotos d'aquest monument · Carregueu una nova foto d'aquest monument |
| Mas Pou, o Can Pou                              |              | Obra popular XVI, XVIII                              | Vilaür                                                            | 42° 08′ 32″ N, 2° 57′ 20″ E / 42.142241°N,2.955425°E | IPA-20463     | Mas Pou (Vilaür) · Vegeu més fotos d'aquest monument · Carregueu una nova foto d'aquest monument                            |
| Mas Vicenç, o Can Gener                         |              | Obra popular XVI, XVIII                              | Vilaür Travessera de Dalt, 1                                      | 42° 08′ 36″ N, 2° 57′ 22″ E / 42.143358°N,2.956132°E | IPA-20464     | Carregueu una nova foto d'aquest monument                                                                                   |
| Can Puig                                        |              | Obra popular XVIII, XIX, XX                          | Vilaür C. d'Accés, 1, a 300 m a llevant del nucli antic del poble | 42° 08′ 34″ N, 2° 57′ 25″ E / 42.142805°N,2.957070°E | IPA-20465     | Can Puig (Vilaür) · Vegeu més fotos d'aquest monument · Carregueu una nova foto d'aquest monument                           |
| Antigues escoles                                |              | Obra popular XVIII, XX Mitjan                        | Vilaür Pl. Major, 1                                               | 42° 08′ 38″ N, 2° 57′ 18″ E / 42.143786°N,2.955055°E | IPA-38318     | Antigues escoles (Vilaür) · Vegeu més fotos d'aquest monument · Carregueu una nova foto d'aquest monument                   |
| Cementiri                                       |              | Obra popular XX Inici                                | Vilaür Ctra. GIV-6226 de Vilaür a Arenys d'Empordà                | 42° 08′ 50″ N, 2° 57′ 26″ E / 42.147358°N,2.957231°E | IPA-38319     | Carregueu una nova foto d'aquest monument                                                                                   |
| Mas Gual                                        |              | Obra popular XVII                                    | Vilaür C. del Racó, 3-7                                           | 42° 08′ 33″ N, 2° 57′ 13″ E / 42.142587°N,2.953482°E | IPA-38320     | Carregueu una nova foto d'aquest monument                                                                                   |
| Can Marc                                        |              | Obra popular XVII, XVI                               | Vilaür C. de la Font                                              | 42° 08′ 30″ N, 2° 57′ 11″ E / 42.141678°N,2.952920°E | IPA-38340     | Can Marc (Vilaür) · Vegeu més fotos d'aquest monument · Carregueu una nova foto d'aquest monument                           |
| Can Metge                                       |              | Gòtic-renaixement, obra popular XVI, XVII, XVIII, XX | Vilaür Pl. Major                                                  | 42° 08′ 36″ N, 2° 57′ 19″ E / 42.143448°N,2.955188°E | IPA-38355     | Can Metge (Vilaür) · Vegeu més fotos d'aquest monument · Carregueu una nova foto d'aquest monument                          |
| Rectoria, o Can Puig                            |              | Obra popular XVI, XVII, XVIII                        | Vilaür C. de l'Església, 7                                        | 42° 08′ 38″ N, 2° 57′ 16″ E / 42.143768°N,2.954310°E | IPA-38356     | Carregueu una nova foto d'aquest monument                                                                                   |
| Casa a la plaça Major, 3                        |              | Obra popular XVII                                    | Vilaür Pl. Major, 3                                               | 42° 08′ 37″ N, 2° 57′ 19″ E / 42.143628°N,2.955297°E | IPA-38370     | Casa a la plaça Major, 3 (Vilaür) · Vegeu més fotos d'aquest monument · Carregueu una nova foto d'aquest monument           |
| La Masia Blanca, o Cases Blanques, Can Vilajoan |              | Obra popular XIX                                     | Vilaür Al nord-oest del nucli urbà, per la GI-622                 | 42° 08′ 51″ N, 2° 56′ 59″ E / 42.147512°N,2.949727°E | IPA-38843     | Carregueu una nova foto d'aquest monument                                                                                   |
| Safareig de Vilaür                              |              | Obra popular XX                                      | Vilaür Camí dels Horts, rec de les Arques                         | 42° 08′ 39″ N, 2° 57′ 04″ E / 42.144253°N,2.950982°E | IPA-38844     | Safareig (Vilaür) · Vegeu més fotos d'aquest monument · Carregueu una nova foto d'aquest monument                           |
| Mas al carrer de Dalt                           |              | Obra popular XVII                                    | Vilaür C. de Dalt                                                 | 42° 08′ 35″ N, 2° 57′ 26″ E / 42.142990°N,2.957297°E | IPA-39096     | Mas al carrer de Dalt (Vilaür) · Vegeu més fotos d'aquest monument · Carregueu una nova foto d'aquest monument              |